# Switch protein
Le Switch protein costituiscono una famiglia di proteine utilizzate nel controllo delle vie di trasduzione del segnale a livello cellulare. Tutte le proteine appartenenti a questo gruppo si alternano da uno stato attivo in cui sono legate al GTP, a uno inattivo quando sono legate al GDP. Il segnale stimola il rilascio del GDP favorendo indirettamente il successivo legame del GTP presente nella cellula a concentrazioni maggiori. 
L'attività GTPasica delle switch protein causa quindi l'idrolisi del GTP a GDP e fosfato inorganico, riportando le proteine nella loro forma inattiva.
Le switch protein possono essere suddivise in due grandi gruppi: 
- le proteine G trimeriche, che sono direttamente accoppiate ai recettori di membrana (GPCR)
- le proteine Ras o ras-simili, che sono invece monomeriche.